# Hanna Górka

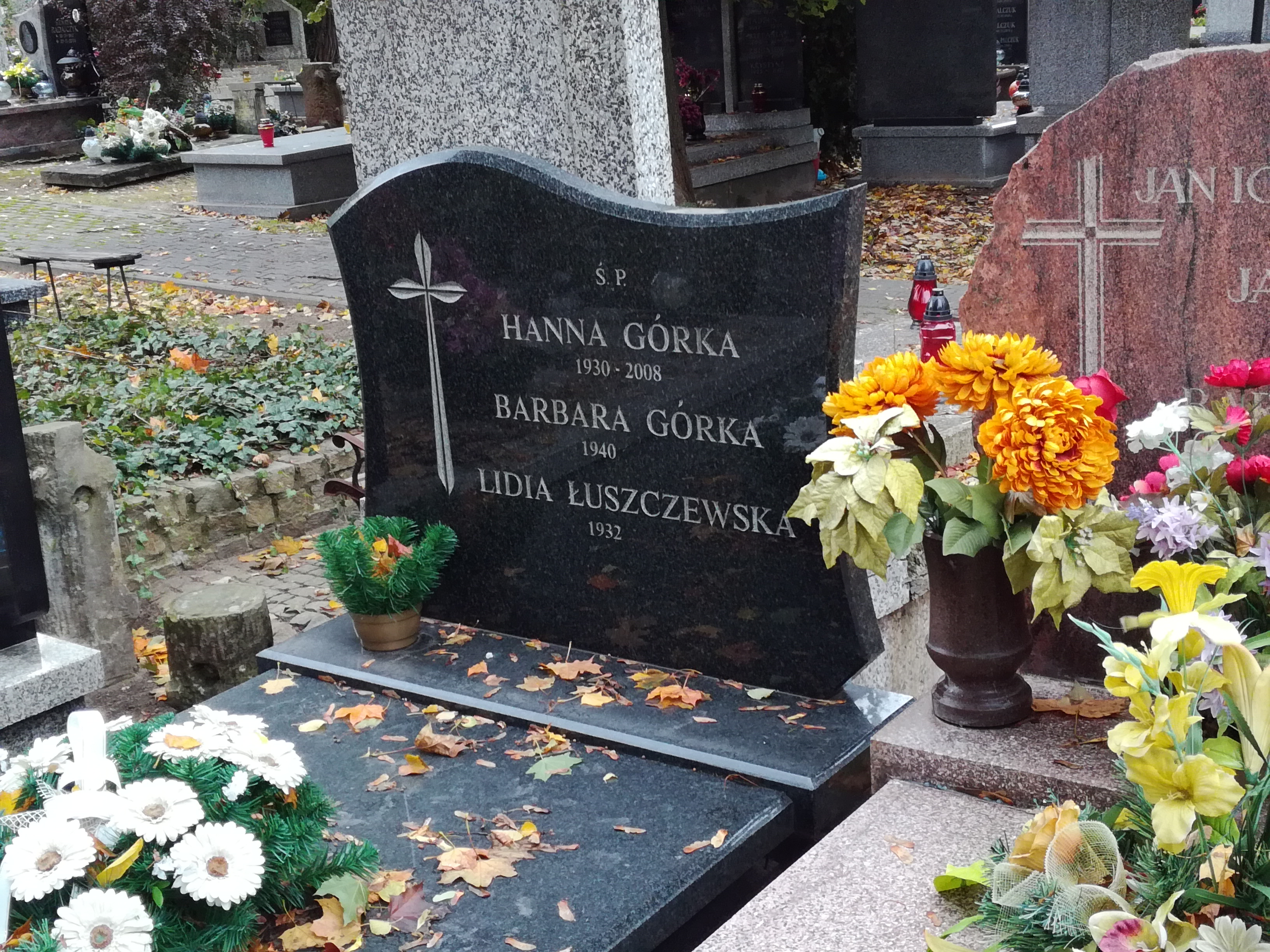
Grób Hanny Górki na cmentarzu Bródnowskim

Hanna Górka (ur. 1930 w Krakowie, zm. 21 marca 2008) – polska paleontolożka, profesor doktor habilitowany, specjalistka w zakresie mikropaleontologii. 

## Życiorys
W 1955 ukończyła biologię na UJ, wykładowca paleontologii na Wydziale Geologii UW oraz wieloletni wykładowca mikropaleontologii Uniwersytetu w Algierze. Była członkiem Commission Internationale de la Microflore du Paléozoïque. Tytuł profesora nauk o Ziemi otrzymała w 1993.
Przedmiotem jej badań były mikroorganizmy kopalne, m.in. akritarchy, bruzdnice, kokkolity i promienice. Znaczna część jej publikacji dotyczyła skamieniałości ordowickich i kredowych.
Pochowana 31 marca 2008 na cmentarzu Bródnowskim w Warszawie (kwatera 41G-5).

## Wybrane publikacje
- Microorganismes de l'Ordovicien de Pologne (Państwowe Wydawnictwo Naukowe, Warszawa, 1969)[6].

## Upamiętnienie
Na jej cześć nazwano kilka gatunków kopalnych mikroorganizmów, m.in. Eifellithus gorkae Reinhardt (kokkolit kredowy).